# .cymru
.cymru je jedna ze dvou domén nejvyššího řádu pro Wales (druhá je .wales) navržená britskou společností Nominet UK v roce 2012. Obě domény ICANN přijal v červnu 2014.